# Juncus roemerianus
Juncus roemerianus är en tågväxtart som beskrevs av Scheele. Juncus roemerianus ingår i släktet tåg, och familjen tågväxter. Inga underarter finns listade i Catalogue of Life.

## Bildgalleri

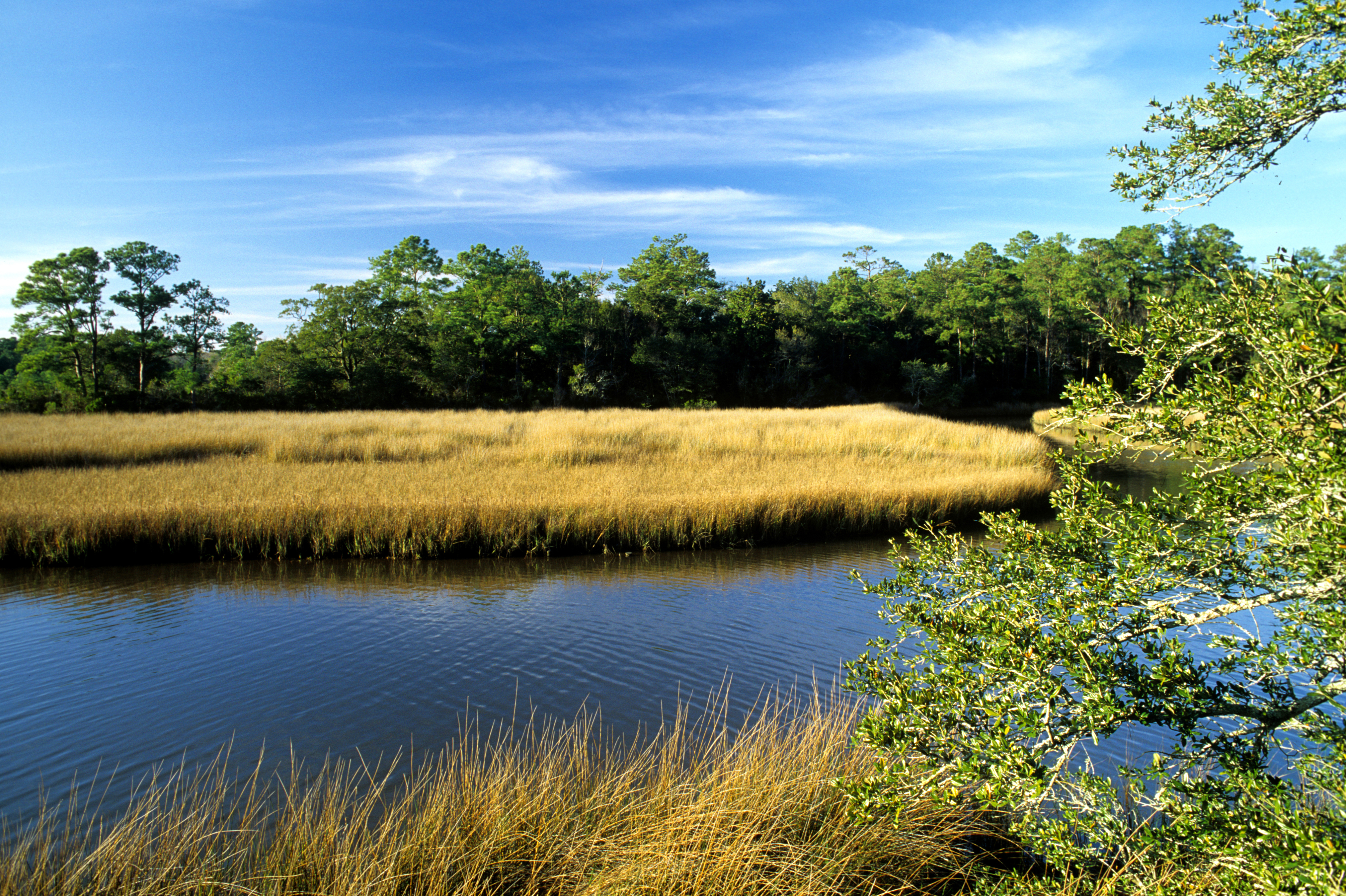